# Attaque de Dinangourou
Guerre du Mali
Batailles
L'attaque de Dinangourou a lieu le 20 décembre 2023 pendant la guerre du Mali.

## Déroulement
Le 20 décémbre, le camp militaire de Dinangourou est attaqué par les djihadistes du Groupe de soutien à l'islam et aux musulmans. Les combats débute par l'explosion d'un véhicule kamikaze et les djihadistes envestissent ensuite le camp. 
L'attaque est revendiquée le lendemain par le Groupe de soutien à l'islam et aux musulmans qui diffuse une vidéo montrant la prise d'un important butin : véhicules blindés, armements, uniformes.

## Pertes
Dans sa vidéo, le Groupe de soutien à l'islam et aux musulmans revendique la mort de dizaines de soldats maliens. RFI rapporte pour sa part que « des sources sécuritaires et civiles locales confirment un lourd bilan, sans qu'un chiffre fiable ait pu être recoupé ». L'armée malienne ne communique aucun bilan.